# Championnats du monde de patinage artistique 1962
Navigation
Mondiaux 1960 Mondiaux 1963
Les championnats du monde de patinage artistique 1962 ont lieu du 14 au 17 mars 1962 à la Tipsport arena de Prague en Tchécoslovaquie, une semaine après son inauguration.
La capitale tchécoslovaque devait organiser initialement les championnats du monde en 1961, mais la catastrophe aérienne du vol 548 Sabena qui tue toute l'équipe américaine qui s'y rendait, oblige l'Union internationale de patinage à annuler les mondiaux.
L'Allemagne de l'Est participe pour la première fois aux mondiaux de patinage artistique.
Le canadien Donald Jackson réalise le premier triple lutz en compétition.

## Qualifications
Les patineurs sont éligibles à l'épreuve s'ils représentent une nation membre de l'Union internationale de patinage (International Skating Union en anglais). Les fédérations nationales sélectionnent leurs patineurs en fonction de leurs propres critères.
Sur la base des résultats des championnats du monde 1960, l'Union internationale de patinage autorise chaque pays à avoir de une à trois inscriptions par discipline. 

## Podiums
| Épreuves                            | Or                           | Argent                              | Bronze                                |
| ----------------------------------- | ---------------------------- | ----------------------------------- | ------------------------------------- |
| Messieurs résultats détaillés       | Donald Jackson               | Karol Divín                         | Alain Calmat                          |
| Dames résultats détaillés           | Sjoukje Dijkstra             | Wendy Griner                        | Regine Heitzer                        |
| Couples résultats détaillés         | Maria Jelinek / Otto Jelinek | Ludmila Belousova / Oleg Protopopov | Margret Göbl / Franz Ningel           |
| Danse sur glace résultats détaillés | Eva Romanová / Pavel Roman   | Christiane Guhel / Jean-Paul Guhel  | Virginia Thompson / William McLachlan |

## Tableau des médailles
| Rang  | Nation               | Or | Argent | Bronze | Total |
| ----- | -------------------- | -- | ------ | ------ | ----- |
| 1     | Canada               | 2  | 1      | 1      | 4     |
| 2     | Tchécoslovaquie      | 1  | 1      | 0      | 2     |
| 3     | Pays-Bas             | 1  | 0      | 0      | 1     |
| 4     | France               | 0  | 1      | 1      | 2     |
| 5     | Union soviétique     | 0  | 1      | 0      | 1     |
| 6     | Allemagne de l'Ouest | 0  | 0      | 1      | 1     |
| 6     | Autriche             | 0  | 0      | 1      | 1     |
| Total | Total                | 4  | 4      | 4      | 12    |

## Détails des compétitions

### Messieurs
| Rang | Nom                   | Nation               | Places | Points | Fig. impo. | Prog. libre |
| ---- | --------------------- | -------------------- | ------ | ------ | ---------- | ----------- |
| 1    | Donald Jackson        | Canada               | 13     | 2277.1 |            | 1           |
| 2    | Karol Divín           | Tchécoslovaquie      | 17     | 2255;9 |            |             |
| 3    | Alain Calmat          | France               | 25     | 2200.7 |            |             |
| 4    | Donald McPherson      | Canada               | 37     | 2172.3 |            |             |
| 5    | Manfred Schnelldorfer | Allemagne de l'Ouest | 54     | 2094.0 |            |             |
| 6    | Monty Hoyt            | États-Unis           | 59     | 2059.1 |            |             |
| 7    | Emmerich Danzer       | Autriche             | 68     | 2033.8 |            |             |
| 8    | Scott Allen           | États-Unis           | 82     | 2002.8 |            |             |
| 9    | Peter Jonas           | Autriche             | 81     | 2005.5 |            |             |
| 10   | Nobuo Satō            | Japon                | 92     | 1984.7 |            |             |
| 11   | Bodo Bockenauer       | Allemagne de l'Est   | 97     |        |            |             |
| 12   | Robin Jones           | Royaume-Uni          | 101    |        |            |             |
| 13   | Sepp Schönmetzler     | Allemagne de l'Ouest | 109    |        |            |             |
| 14   | Valeri Meshkov        | Union soviétique     | 117    |        |            |             |
| 15   | Per Kjølberg          | Norvège              | 137    |        |            |             |
| 16   | Karoly Ujlaky         | Hongrie              | 142    | 1832.4 |            |             |
| 17   | Robert Dureville      | France               | 149    |        |            |             |
| 18   | Alain Trouillet       | France               | 159    |        |            |             |

### Dames
| Rang | Nom                | Nation               | Places | Points | Fig. impo. | Prog. libre |
| ---- | ------------------ | -------------------- | ------ | ------ | ---------- | ----------- |
| 1    | Sjoukje Dijkstra   | Pays-Bas             | 9      | 2350.0 |            |             |
| 2    | Wendy Griner       | Canada               | 21     | 2273.2 |            |             |
| 3    | Regine Heitzer     | Autriche             | 42     | 2218.3 |            |             |
| 4    | Petra Burka        | Canada               | 39     | 2219.7 |            |             |
| 5    | Barbara Roles      | États-Unis           | 52     | 2200.9 |            |             |
| 6    | Nicole Hassler     | France               | 64     | 2172.0 |            |             |
| 7    | Jana Mrázková      | Tchécoslovaquie      | 71     | 2151.8 |            |             |
| 8    | Karin Frohner      | Autriche             | 79     | 2144.6 |            |             |
| 9    | Miwa Fukuhara      | Japon                | 81     | 2137.0 |            |             |
| 10   | Lorraine Hanlon    | États-Unis           | 105    | 2103.0 |            |             |
| 11   | Jacqueline Harbord | Royaume-Uni          | 101    |        |            |             |
| 12   | Helli Sengstschmid | Autriche             | 98     |        |            |             |
| 13   | Eva Grožajová      | Tchécoslovaquie      | 101    |        |            |             |
| 14   | Fränzi Schmidt     | Suisse               | 108    |        |            |             |
| 15   | Karin Gude         | Allemagne de l'Ouest | 122    |        |            |             |
| 16   | Victoria Fisher    | États-Unis           | 148    |        |            |             |
| 17   | Ann-Margreth Frei  | Suède                | 161    |        |            |             |
| 18   | Sandra Brugnera    | Italie               | 159    |        |            |             |
| 19   | Helga Zöllner      | Hongrie              | 166    | 1968.7 |            |             |
| 20   | Tatiana Nemtsova   | Union soviétique     | 174    | 1952.2 |            |             |
| 21   | Gabriele Seyfert   | Allemagne de l'Est   | 178    |        |            |             |

### Couples
| Rang    | Nom                                        | Nation               | Places | Points |
| ------- | ------------------------------------------ | -------------------- | ------ | ------ |
| 1       | Maria Jelinek / Otto Jelinek               | Canada               | 15     | 102.2  |
| 2       | Ludmila Belousova / Oleg Protopopov        | Union soviétique     | 16.5   | 102.1  |
| 3       | Margret Göbl / Franz Ningel                | Allemagne de l'Ouest | 25.5   | 100.1  |
| 4       | Debbi Wilkes / Guy Revell                  | Canada               | 45     | 93.3   |
| 5       | Milada Kubíková / Jaroslav Votruba         | Tchécoslovaquie      | 52.5   | 95.1   |
| 6       | Gertrude Desjardins / Maurice Lafrance     | Canada               | 59.5   | 92.3   |
| 7       | Gerda Johner / Rüdi Johner                 | Suisse               | 63.5   | 91.0   |
| 8       | Dorothyann Nelson / Pieter Kollen          | États-Unis           | 70.5   | 90.2   |
| 9       | Irene Müller / Hans-Georg Dallmer          | Allemagne de l'Est   | 73.5   | 89.0   |
| 10      | Judianne Fotheringill / Jerry Fotheringill | États-Unis           | 87.4   | 81.5   |
| 11      | Valerie Hunt / Peter Burrows               | Royaume-Uni          |        | 73.5   |
| 12      | Diana Hinko / Bernhard Henhappel           | Autriche             |        | 107.5  |
| 13      | Mieko Otwa / Yutaka Doke                   | Japon                |        | 113    |
| Abandon | Marika Kilius / Hans-Jürgen Bäumler        | Allemagne de l'Ouest |        |        |

### Danse sur glace
| Rang | Nom                                    | Nation               | Places | Points | Danses imposées | Danse libre |
| ---- | -------------------------------------- | -------------------- | ------ | ------ | --------------- | ----------- |
| 1    | Eva Romanová / Pavel Roman             | Tchécoslovaquie      | 15     | 318.5  |                 |             |
| 2    | Christiane Guhel / Jean-Paul Guhel     | France               | 26     | 315.8  |                 |             |
| 3    | Virginia Thompson / William McLachlan  | Canada               | 23     | 316.8  |                 |             |
| 4    | Linda Shearman / Michael Phillips      | Royaume-Uni          | 42     | 310.2  |                 |             |
| 5    | Paulette Doan / Kenneth Ormsby         | Canada               | 45     | 311.0  |                 |             |
| 6    | Donna Mitchell / John Mitchell         | Canada               | 57     | 306.4  |                 |             |
| 7    | Dorothyann Nelson / Pieter Kollen      | États-Unis           | 55.5   | 306.6  |                 |             |
| 8    | Yvonne Littlefield / Peter Betts       | États-Unis           | 64.5   | 303.0  |                 |             |
| 9    | Mary Parry / Roy Mason                 | Royaume-Uni          | 77     | 297.2  |                 |             |
| 10   | Györgyi Korda / Pál Vásárhelyi         | Hongrie              | 99     | 281.3  |                 |             |
| 11   | Helga Burkhardt / Hannes Burkhardt     | Allemagne de l'Ouest | 108    |        |                 |             |
| 12   | Olga Gilardi / Germano Ceccattini      | Italie               | 119    |        |                 |             |
| 13   | Marlise Fornachon / Charly Pichard     | Suisse               | 114    |        |                 |             |
| 14   | Armelle Flichy / Pierre Brun           | France               | 116    |        |                 |             |
| 15   | Christel Trebesiner / Gerald Felsinger | Autriche             | 131    |        |                 |             |
| 16   | Gabriele Rauch / Rudy Mathysik         | Allemagne de l'Ouest | 142    |        |                 |             |
| 17   | Eiko Kaneko / Mikio Takeuchi           | Japon                | 143    |        |                 |             |